# Mitostoma orghidani
Mitostoma orghidani was een hooiwagen uit de familie aardhooiwagens (Nemastomatidae). Het werd een junior subjectief synoniem van Mitostoma chrysomelas (Hermann, 1804) in Weiss (1996). Na 2023 de geldige combinatie is Mitostoma chrysomelas (Hermann, 1804).